# Droit des marchés publics en France
Pour les autres articles nationaux ou selon les autres juridictions, voir Droit des marchés publics.
Le marché public, en France, est, avec la concession, un des deux types de contrats de la commande publique. Les marchés publics représentent environ 80 milliards d'euros en 2013, mais en baisse de 22 % en trois ans, passant de 80,1 à 67,5 milliards d'euros de 2012 à 2015. Puis leur montant est ensuite reparti à la hausse, pour atteindre 101 milliards d'euros en 2018. En 2023, le montant de la commande publique s’élève à 89 milliards d'euros, soit une progression de 4 Md€ par rapport à l’année 2022 (soit une hause de 4,4 %).
En France, les marchés publics sont soumis à des règles, qui figurent dans le code de la commande publique, qui a intégré l'ancien code des marchés publics. Ce code se fonde sur les principes de liberté d'accès à la commande publique, d'égalité de traitement des candidats et de transparence des procédures. Ces principes permettent d'assurer l'efficacité de la commande publique et la bonne utilisation des deniers publics.
Le droit de la commande publique a une dimension procédurale (droit administratif des marchés publics) mais aussi une dimension répressive (droit pénal des marchés publics) visant au premier chef à éviter le favoritisme et la corruption.
Le Conseil constitutionnel a considéré que les principes du droit de la commande publique découlaient de la Déclaration des droits de l'homme annexée à la Constitution française.
La réglementation relative à la commande publique est analysée et élaborée par la Direction des Affaires Juridiques, commune au ministère du budget et au ministère de l'économie. Elle assure la transposition en droit interne de directives de l'Union européenne, notamment les directives 2014/24/UE et 2014/25/UE du 26 février 2014 relatives à la passation des marchés publics.

## Histoire du droit des marchés publics
L'usage du procédé contractuel par l'administration remonte au Moyen Âge, où l'État a eu besoin de recourir à des personnes privées pour assurer des missions qu'il ne pouvait assumer directement. On retrouve ainsi des contrats de prélèvements d'impôts et des contrats de marchés publics.
Durant l'Ancien Régime, l’administration se chargeait de la détermination et la réglementation de ses moyens d’action, sans distinguer toujours entre le contrat et l’acte unilatéral. Les marchés publics sont nés après la rupture qu'a constitué la Révolution française, à la suite du rejet des pratiques de l'Ancien Régime, au cours duquel un droit administratif autonome n'existait pas encore, et à l'émergence progressive de la notion de biens publics, et d’administrateurs désintéressés.
- 1836 : ordonnance réglementant tous les achats de l’État, puis en 1837, un texte similaire pour les communes et établissements publics[8]. Ces textes instaurent l’obligation de publicité et mise en concurrence.
- 1882 : décret relatif aux adjudications et aux marchés passés au nom de l'État, puis la loi municipale de 1884 précise que les marchés des communes sont approuvés par le préfet[9].
- 12 novembre 1938 : décret-loi portant extension de la réglementation en vigueur pour les marchés de l'État aux marchés des collectivités locales.

À partir de 1964, les dispositions réglementaires sont peu à peu codifiées dans un code des marchés publics :
- Juillet 1964 : décret portant codification des textes réglementaires relatifs aux marchés publics (de l'État)
- Novembre 1966 : décret modifiant et complétant celui de 1964. Création du code des marchés publics au sens moderne du terme et insertion, dans le code, des dispositions relatives aux marchés des collectivités locales.

Le droit des marchés publics est alors considéré comme relevant largement, sinon totalement du domaine réglementaire.
Au début des années 1990 plusieurs lois ont pour objet de mettre un terme aux pratiques révélées par les affaires politico-financières :
- 3 janvier 1991 : loi no 91-3 relative à la transparence et à la régularité des procédures de marchés et soumettant la passation de certains contrats à des règles de publicité et de mise en concurrence
- 11 décembre 1992 : loi no 92-1282 relative aux procédures de passation de certains contrats dans les secteurs de l'eau, de l'énergie, des transports et des télécommunications
- 29 janvier 1993 : loi no 93-122 relative à la prévention de la corruption et à la transparence de la vie économique et des procédures publiques dite « Loi Sapin I »

À partir des années 1990, le droit français des marchés publics dépend de plus en plus des évolutions du droit européen. En effet, les premières directives européennes de 1971 et 1977 se soldent par un échec. Mais à partir de l'acte unique européen (1986), le droit des marchés publics devient un secteur d’intervention privilégié du législateur européen.
En 1992 et 1993, sont publiées les directives relatives aux services (directive no 92/50/CEE du 18 juin 1992, dite « directive services »), aux fournitures (directive no 93/36/CEE du 14 juin 1993), et aux travaux dans les secteurs dits « classiques » (directive no 93/37/CEE du 14 juin 1993), et aux marchés dans les secteurs dits « spéciaux » (directive no 93/38/CEE du 14 juin 1993), qui vont donner naissance, en 2001, au premier code des marchés publics unifié (unification des parties relatives à l'État et aux collectivités locales), adopté par le décret no 2001-210 du 7 mars 2001. Le code de 2001 voit notamment apparaître les grands principes relatifs aux marchés publics.
À partir de 2001, les réformes des directives européennes et, à leur suite, celles du code des marchés publics en France, s'enchainent à un rythme accéléré :
- 2004 : réforme du code des marchés publics par le décret no 2004-15 du 7 janvier 2004[16], qui simplifie et dérèglemente.
- 2006 : réforme du code des marchés publics par le décret no 2006-975 du 1er août 2006[17] qui fait suite aux directives 2004/17/CE[18] (secteurs spéciaux) et 2004/18/CE[19] (secteurs classiques) du Parlement européen et du Conseil du 31 mars 2004

Parallèlement, la compétence réglementaire dans le droit des marchés publics est fragilisée, surtout pour les marchés passés par les collectivités territoriales et certaines personnes morales spécifiques. C'est à cette préoccupation que répond, tout en contribuant aussi à l'intégration du droit communautaire, l'ordonnance no 2005-649 du 6 juin 2005 relative aux marchés passés par certaines personnes publiques ou privées non soumises au code des marchés publics.
- 2009 : le décret no 2009-1456 du 27 novembre 2009[22], relatif aux procédures de recours applicables aux contrats de la commande publique, est adopté à la suite de la nouvelle directive « recours » du 11 décembre 2007[23]
- 2014 : l'adoption des nouvelles directives no 2014/24/UE[24] (secteurs classiques) et no 2014/25/UE[25] (secteurs spéciaux) donne lieu, en France, à l'intervention du pouvoir législatif, alors qu'auparavant le code des marchés publics relevait exclusivement du pouvoir réglementaire.
- 2015 et 2016 : ordonnance no 2015-899 du 23 juillet 2015 relative aux marchés publics[26], suivi de deux décrets, le décret no 2016-360 du 25 mars 2016 relatif aux marchés publics[27] et le décret no 2016-361 du 27 mars 2016 relatif aux marchés de défense ou de sécurité[28]
- 2016 : Loi no 2016-1691 du 9 décembre 2016 relative à la transparence, à la lutte contre la corruption et à la modernisation de la vie économique, dite « Loi Sapin II »
- 1er avril 2019 : entrée en vigueur du nouveau code de la commande publique, qui incorpore les dispositions d'autres textes tels la loi sur la sous-traitance[29] ou la loi MOP[30].

## Sources du droit des marchés publics
Les principales sources du droit des marchés publics sont les suivantes :
- Le droit communautaire :
  - Directives européennes telles les directives no 2014/24/UE[24] (secteurs classiques) et no 2014/25/UE[25] (secteurs spéciaux) du Parlement européen et du Conseil du 26 février 2014
  - Règlements européens tel le règlement d'exécution du 5 janvier 2016 établissant le formulaire type pour le document unique de marché européen (DUME)[31]
  - Jurisprudence communautaire tel l'arrêt de la CJCE de 2002, Concordia Bus Finland[32], qui affirme la légalité d'un critère lié à la protection de l'environnement
- Le droit national
  - le Code de la commande publique
  - le code général des collectivités territoriales, notamment pour les règles liées à l'intervention de la commission d'appel d'offres dans les collectivités locales (article L1414-2 et suivants[33]), ou pour la transmission obligatoire des marchés publics des communes au service du contrôle de légalité (article L2131-2, 4°[34])
  - le code de la justice administrative, notamment pour les procédures du référé précontractuel et du référé contractuel[35]
  - le code pénal, notamment s'agissant des délits de prise illégale d'intérêt ou d'atteinte à la liberté d'accès et à l'égalité des candidats dans les marchés publics et les contrats de concession (dit « délit de favoritisme »)[36]
  - les avis et arrêtés constituant des annexes au code de la commande publique[37]
  - quand les marchés y font référence : les Cahiers des Clauses Administratives Générales (CCAG), adoptés par arrêtés, par type de marchés : CCAG travaux, CCAG FCS (fournitures courantes et services), CCAG PI (prestations intellectuelles), CCAG TIC (techniques de l’information et de la communication) et CCAG MI (marchés industriels), ainsi que les cahiers des clauses techniques générales[38]
  - la jurisprudence administrative[39]

## Personnes soumises
Sont soumis au droit des marchés publics l'ensemble des acheteurs que sont les pouvoirs adjudicateurs et les entités adjudicatrices.
Les pouvoirs adjudicateurs sont principalement des personnes morales de droit public, l'État et ses établissements publics autres que les établissements publics à caractère industriel et commerciaux (EPIC) ainsi que les collectivités territoriales et leurs établissements publics. Les organismes de sécurité sociale sont également concernés. Mais certaines personnes morales de droit privé peuvent aussi être pouvoirs adjudicateurs, comme des sociétés d'économie mixte, des sociétés publiques locales ou encore des SA d'HLM.
Les entités adjudicatrices sont les pouvoirs adjudicateurs, les entreprises publiques et certains organismes de droit privé exerçant dans les secteurs de réseaux (énergie, eau, transports, services postaux)

## Définition du marché public
Un marché public est un contrat étant conclu entre un ou plusieurs acheteurs soumis au code de la commande publique avec un ou plusieurs opérateurs économiques (appelés dès lors titulaires de marché), pour répondre à leurs besoins en matière de travaux, de fournitures ou de services, en contrepartie d'un prix ou de tout équivalent.
Le caractère onéreux peut résulter d'un abandon par l'acheteur d'une recette générée à l'occasion de l'exécution du marché. Il en est ainsi de l'autorisation donnée au titulaire d'un marché de mobilier urbain de se rémunérer par les recettes publicitaires (CE, 4 novembre 2005, Société Jean-Claude Decaux).
N'entrent pas dans le champ de définition du marché public (au sens français et européen) :
- la subvention qui fait l'objet d'une attribution discrétionnaire et obéit à certaines conditions ;
- la délégation de service public ou concession pour laquelle le risque d'exploitation est supporté par le cocontractant, sa rémunération étant substantiellement assurée par les résultats de l'exploitation : CE, Préfet des Bouches-du-Rhône, 1996[44] ; CE, Département de la Vendée, 2008 ; CE, Société Avenance, 2009[45].

Les marchés publics sont, à quelques exceptions près, des contrats administratifs, s'ils sont conclus par des personnes morales de droit public. Les autres marchés publics sont des contrats de droit privé.

## Détermination des besoins
La définition des besoins, de leur nature et de leur étendue est essentielle non seulement car elle détermine le choix de la procédure à mettre en œuvre mais car elle constitue la clef d'un achat réussi.
1. La nature du besoin :
  - fournitures, services ou travaux.
  - achat standard ou spécifique.
2. Les modalités de détermination du besoin
  - Le sourçage : possibilité de réaliser des consultations ou des études de marché, de solliciter des avis ou d’informer les opérateurs économiques de son projet et de ses exigences[49]
  - La référence à des objectifs de performance, des spécifications techniques, des normes, des labels, notamment en vue de prendre en compte des objectifs de développement durable dans leurs dimensions économique, sociale et environnementale[50]
3. L'étendue du besoin :
  - Les quantités sont définies de façon globale pour un même pouvoir adjudicateur de façon à éviter un découpage excessif soustrayant l'achat aux procédures de mise en concurrence ; toutefois, lorsqu'une unité opérationnelle est responsable de manière autonome de ses marchés, le besoin peut être estimée à son niveau[51]
  - En cas d'incertitude sur les quantités, le pouvoir adjudicateur peut recourir aux accords-cadres, à bons de commande ou à marchés subséquents, ou aux marchés à tranches.
  - En cas d'incapacité à définir précisément le besoin ou la solution technique, le pouvoir adjudicateur peut aussi choisir une procédure spécifique de passation tel le dialogue compétitif, ou autoriser ou exiger la remise de variantes
4. Les variantes
  - Ce sont des modifications, à l’initiative des candidats, ou exigées par le pouvoir adjudicateur, de spécifications prévues dans la solution de base décrite dans les documents de la consultation. Elles doivent être autorisées ou exigées dans le dossier de consultation, de façon expresse ou tacite selon le type de procédure de passation[52].
  - En règle générale, les soumissionnaires doivent remettre, en plus de leur offre variante, une offre de base qui respecte en tous points la solution décrite dans le dossier de consultation.
  - Les documents de la consultation doivent indiquer les exigences minimales que les variantes devront respecter. À titre d'exemple, dans un marché utilisant un bordereau de prix unitaires, il pourra être précisé que les variantes ne pourront porter que sur certaines sections du bordereau, notamment par des substitutions de lignes de prix. Ainsi, par exemple, dans un marché de travaux, un prix « tuyau de diamètre 12 cm en fonte » peut dans ce cas être remplacé par un autre « tuyau de diamètre 12 cm en PVC », si l'entreprise a des conditions avantageuses sur cette fourniture.

## Achats centralisés et groupés
La mutualisation des achats permet des économies d'échelle ainsi que le partage des expertises en matière de définition du besoin. Il existe deux modalités juridiques principales de mutualisation des achats. Elle peut toutefois, si elle est conduite sans précaution, avoir des effets négatifs (notamment éviction des entreprises de petite ou moyenne taille).

### Le groupement de commande
Le groupement de commande consiste en un regroupement de plusieurs acheteurs dans le but de passer un ou plusieurs marchés publics en commun. Ils signent une convention qui prévoit les règles de fonctionnement du groupement et la répartition des rôles.
Le groupement de commande est dépourvu de personnalité morale. Il permet de réaliser des économies d'échelle et est particulièrement adapté à l'achat de fournitures courantes.
Son action est plus ou moins étendue : mise en œuvre des procédures de mise en concurrence, signature et notification du marché, exécution du marché, peuvent lui être confiés ou être effectués par chacun des membres indépendamment.

### La centrale d'achat
Une personne publique peut recourir à une centrale d'achat. C'est par exemple le cas de l'Union des groupements d'achats publics (UGAP). Dans le secteur du transport public, la Centrale d'Achat du Transport Public est également un acteur reconnu. Il existe également des centrales d'achat locales.
La centrale d'achat exerce une activité d'achat décentralisée pour le compte d'autres acheteurs, et peut également offrir une assistance à la passation des marchés. Le recours à une centrale d'achat dispense l'acheteur de ses obligations de publicité et de mise en concurrence.

## Formes de marchés
Il existe une grande variété de formes de marchés publics. La forme classique est communément appelée « marché simple », elle consiste en l'achat d'une prestation qui est effectuée et donne lieu au paiement d'un prix.
Un marché peut cependant être décomposé en plusieurs étapes, lots ou parties d'exécution.

### L'allotissement
Les consultations de marchés publics sont découpées en lots lorsque cela est possible et sous réserve de certaines dérogations. Cela revient à diviser les prestations entre plusieurs marchés, chaque lot constituant un contrat indépendant d'un point de vue juridique. Les soumissionnaires ne peuvent présenter des offres variables selon le nombre de lots susceptibles d'être obtenus et les lots sont attribués séparément. La subdivision en lots peut répondre à une logique quantitative ou qualitative, à des critères géographiques, à des spécialisations métier, à des phases de projet, ou encore toute autre subdivision pertinente.
L'allotissement permet à des entreprises n'ayant pas nécessairement la capacité technique ou financière de répondre à l'ensemble du marché de se porter candidates pour un ou plusieurs lots. Cette disposition facilite ainsi l'accès aux marchés publics aux PME et accroît le niveau de concurrence entre les entreprises.
L'allotissement peut être géographique ou technique. Un allotissement géographique consiste en un découpage d'une prestation par secteurs géographiques. Un allotissement technique consiste en un découpage d'un projet en plusieurs prestations spécifiques, permettant notamment, dans les marchés publics de travaux, une distinction selon les différents corps d'état (exemple : gros œuvre, charpente, plomberie, électricité...).

### Les accords-cadres
Un accord-cadre est un marché public qui fixe les modalités d'exécution progressive des prestations. Ainsi, une fois conclu, il pourra donner lieu à des marchés subséquents ou à des bons de commande. Dans les deux cas, il fixe un cadre détaillant le besoin dans sa globalité, sans nécessairement être exhaustif sur la quantité ou les détails d'exécution.
Un accord-cadre donnant lieu à des marchés subséquents est en général conclu avec plusieurs titulaires. Dans ce cas, à chaque survenance du besoin, les titulaires de l'accord-cadre sont remis en concurrence afin de conclure un marché subséquent (ou "MS") à l'accord-cadre, qui définit les prix qui seront applicables (dans la limite des prix plafonds de l'accord-cadre). Cette technique d'achat permet de s'affranchir de mises en concurrences ouvertes fréquentes et d'adapter les spécifications (prix et qualité des prestations) à chaque survenance du besoin.
Un accord-cadre donnant lieu à des bons de commande est conclu avec un ou plusieurs titulaires et spécifie la qualité et le prix des prestations. À chaque survenance du besoin, les prix et prestations étant bien définis dans l'accord-cadre, le pouvoir adjudicateur passe un bon de commande auprès du titulaire, sur la base des prix de l'accord-cadre. Cette technique d'achat permet de commander des prestations dont on connaît bien la nature, mais dont on ignore les quantités exactes sur les années à venir ou encore la fréquence d'apparition du besoin.
Un accord-cadre peut donner lieu à la fois à des bons de commande et à des marchés subséquents, à condition que soient indiquées précisément la partie exécutée par bons de commande et celle exécutée par des marchés subséquents.
Afin de déterminer le besoin à satisfaire et d'évaluer la procédure applicable, les accords-cadres peuvent indiquer un minimum de commande mais doivent obligatoirement indiquer un maximum de commandes (en valeur ou en quantité). Cet encadrement permet aux candidats de mieux saisir l'étendue du besoin et d'adapter leur offre.

### Les tranches
Un marché public peut être décomposé en tranches. Dans ce cas, il existe une première tranche, ferme, dont l'exécution est garantie. Les autres tranches sont optionnelles. Lors de l'exécution du marché public, le pouvoir adjudicateur décide d'affermir (faire exécuter) les tranches optionnelles ou non. Le marché peut prévoir une indemnité en cas de non-affermissement ou de retard dans l'affermissement d'une tranche.

## Détermination des seuils
Le niveau d'exigence de la procédure de passation d'un marché public et de ses obligations de publicité dépend de la valeur estimée du marché. À chaque seuil franchi, de nouvelles obligations apparaissent, notamment en matière de publicité.
Le montant des seuils est revu tous les deux ans, en fonction de l'évolution des prix.

### Détermination du niveau de procédure applicable
La détermination du niveau de procédure applicable dépend avant tout de la nature du besoin à satisfaire.
- Pour les marchés de travaux, on prend en compte le montant de l'opération de travaux. Une opération regroupe tous les travaux réalisés sur un ou plusieurs ouvrages, ainsi que les prestations de fournitures ou de service smis à la disposition du titulaire par l'acheteur lorsqu'ils sont nécessaires à l'exécution des travaux[68].
- Pour les marchés de fournitures courantes et de services, on prend en compte le montant total des fournitures et services homogènes. Le niveau de procédure est alors déterminé par la valeur estimée atteinte sur une année pour une catégorie de fournitures ou de services[69].

Dans le cas d'un accord-cadre, on prend en compte le montant maximum de ce dernier, avec toutes les reconductions possibles. Dans le cas d'un allotissement, on prend en compte la valeur cumulée de l'ensemble des lots.

### Les procédures de marchés publics applicables

#### Les procédures formalisées
La procédure formalisée est le plus haut niveau de procédure applicable. L'acheteur doit y avoir recours lorsque la valeur estimée du besoin dépasse le seuil défini au niveau des règles communautaires.
Il existe trois catégories de procédures formalisées :
- l'appel d'offres[73], qui est la forme la plus couramment utilisée ;
- la procédure avec négociation[74], qui permet à l'acheteur de négocier avec les opérateurs économiques, sous certaines conditions de recours ;
- le dialogue compétitif[75], qui permet à l'acheteur d'élaborer une solution pour répondre à ses besoins avec le concours des candidats.

#### Les marchés à procédure adaptée
Les marchés à procédure adaptée bénéficient d'un niveau de procédure intermédiaire. Plus souple que la procédure formalisée, la procédure adaptée obéit néanmoins à des règles de passation spécifiques.
Le recours à une procédure adaptée est dû en règle générale au fait que la valeur estimée du besoin est inférieure aux seuils de procédure formalisée. Cependant, il existe des exceptions permettant de recourir à une procédure adaptée malgré un dépassement du seuil de procédure formalisée.
Le choix d'une procédure adaptée permet à l'acheteur, comme son nom l'indique, d'adapter les modalités de passation du marché public à l'objet et à l'enjeu de l'achat.

#### La procédure sans publicité ni mise en concurrence
En dessous de 40 000 € HT, l'acheteur est dispensé de nombreuses formalités, dont la mise en concurrence ou la mise en ligne sur un profil d'acheteur. Il n'est même pas obligé de conclure le marché par écrit, s'il est d'un montant inférieur à 25 000 € HT.
Cependant, même si la procédure est minimale, l'acheteur n'en a pas moins l'obligation de respecter les principes de la commande publique, et notamment il doit veiller à choisir une offre pertinente, à faire une bonne utilisation des deniers publics et à ne pas contracter systématiquement avec un même opérateur économique lorsqu'il existe une pluralité d'offres susceptibles de répondre au besoin.

### Les seuils applicables

#### Le seuil de procédure adaptée
À partir de 40 000 € HT, les marchés doivent être passés selon une procédure adaptée.
En dessous de ce seuil, les marchés peuvent être passés sans aucune formalité, et notamment sans publicité ni mise en concurrence (voir infra).

#### Le seuil de procédure formalisée
Les seuils applicables pour la procédure formalisée ne sont pas les mêmes en fonction de la nature du besoin à satisfaire ainsi que de celle de l'acheteur. Ils sont définis au niveau européen puis transposés dans le droit national, c'est pourquoi ils sont appelés parfois « seuils européens ».
- Travaux

Le seuil de procédure formalisée pour les travaux est actuellement fixé à 5 538 000 € HT.
- Fournitures courantes et services

Le seuil de procédure formalisée pour les fournitures courantes et les services dépend de la nature de l'acheteur :
- 143 000 € HT pour l'État et ses établissements publics ;
- 221 000 € HT pour les collectivités territoriales, leurs établissements publics et les établissements publics de santé ;
- 443 000 € HT pour les entités adjudicatrices qui exercent une activité d'opérateur de réseaux.

## Publicité
La publicité garantit l'accès à la commande publique et permet une véritable mise en concurrence. L'acheteur détermine les modalités de publicité les plus adaptées. Néanmoins, il est soumis à certaines règles impératives en fonction du seuil applicable.
On référence en France plus de 10 000 sources d'information de publicité des marchés publics :
- les journaux officiels BOAMP et JOUE ;
- les journaux d'annonces légales et les magazines spécialisés (plus de 700 titres) ;
- les sites internet des collectivités territoriales (9 000 sites).

Les avis de publicité sont généralement publiés au moyen du profil d'acheteur, qui réalise le lien avec les autres organes de publicité. Il existe quelques agrégateurs capables de référencer tous ces avis de publicité quotidiennement.

### En dessous de40 000 € H.T.: la dispense de publicité
Pour les marchés de faible montant (inférieur à 40 000 euros hors taxes), l'acheteur est dispensé de l'obligation de publicité.
Cependant, il est toujours loisible à l'acheteur de procéder à une publicité afin de susciter un plus grand nombre d'offres pour satisfaire son besoin.

### Entre40 000 € H.T.et 90 000 € H.T.: la publicité adaptée
Le choix de sa publicité est laissé à l'acheteur qui peut procéder par voie de presse, par internet, par affichage, ou par tout autre moyen de nature à garantir la liberté d'accès de tout opérateur économique potentiel à la commande publique (les moyens pouvant se compléter). Il doit faire un choix pertinent afin d'assurer une véritable information des candidats potentiels, tout en assurant l'équilibre économique de son achat.

### Entre90 000 € H.T.et les seuils communautaires: la publicité nationale
L'acheteur doit publier un avis de marché au Bulletin officiel des annonces de marchés publics (BOAMP) ou dans un journal d'annonces légales (JAL) situé dans son département. Il peut également publier un avis dans un ou plusieurs organes de presse spécialisés en rapport avec l'objet du marché.
Pour ces publications, l'acheteur utilise les formulaires obligatoires fixés par le Ministère de l'Économie.

### Au-delà des seuils communautaires: la publicité nationale et européenne
Au-delà de ces seuils, l'acheteur doit publier un avis au BOAMP et au Journal officiel de l'Union européenne (JOUE). Il respecte pour cela une forme et une nomenclature précisées par le règlement de la Commission européenne afin de rendre homogène la présentation des marchés publics dans l'Union européenne et de limiter l'effet des barrières linguistiques.
La publication européenne constitue la publication principale : les autres publications (nationale ou complémentaire) ne peuvent être mises en ligne avant la publication européenne, et ne peuvent dispenser plus d'informations que celle-ci.

### La publicité complémentaire
Une publicité complémentaire peut être faite, quel que soit le niveau de l'achat. Elle sera déterminée en fonction de la possibilité d'augmenter la mise en concurrence et de l'intérêt économique de l'acheteur.
Elle peut être plus concise que la publicité principale, à condition de se référer explicitement à cette dernière.

## Application de règles allégées de la commande publique
Les exceptions à l'application des règles classiques de mise en concurrence sont prévues par les directives et la jurisprudence communautaires.

### Les «autres marchés publics», anciennement «marchés exclus»
Certains contrats, qui étaient qualifiés de « marchés exclus » (car exclus des règles de mise en concurrence du code des marchés publics), sont depuis 2019, classés par le code de la commande publique, dans la rubrique des « autres marchés publics ».
Les contrats appartenant à cette catégorie ne se voient appliquer que des règles très peu contraignantes, essentiellement celles relatives aux délais de paiement, à la sous-traitance, à la résiliation, au règlement amiable des différends et à la facturation électronique.
Ce sont notamment les types de contrats suivants :
- Prestations intégrées dites de « quasi-régie »[88] ou « in-house » Contrat conclu entre deux personnes morales distinctes dont l'une est le prolongement administratif de l'autre. La première contrôle la seconde comme son propre service, et celle-ci travaille presque exclusivement pour la première. Les critères « in house » doivent perdurer pendant toute la durée du contrat.
- Coopération entre pouvoirs adjudicateurs[89]
- Marchés conclus en application d'un accord international[90]
- Marchés publics de services conclus avec un acheteur soumis à la présente partie lorsque celui-ci bénéficie, en vertu d'une disposition légalement prise, d'un droit exclusif, à condition que cette disposition soit compatible avec le Traité sur le fonctionnement de l'Union européenne[91]
- Marchés publics de services d'acquisition ou de location, quelles qu'en soient les modalités financières, de terrains, de bâtiments existants ou d'autres biens immeubles, ou qui concernent d'autres droits sur ces biens
- Programmes de recherche-développement pour lesquels l'acheteur n'acquiert pas la propriété exclusive des résultats ou ne finance pas entièrement la prestation
- Services relatifs à l'arbitrage et à la conciliation
- Services relatifs au transport de voyageurs par chemin de fer ou par métro
- Certains services financiers, et contrats d'emprunts
- Certains services juridiques[92]

### Les marchés sans publicité ni mise en concurrence
En outre, certaines catégories de marchés publics peuvent être passés sans publicité ni mise en concurrence, en raison de leur objet :
- Marchés ne pouvant être attribué qu'à un opérateur économique déterminé, soit parce qu'il concerne la création ou l'acquisition d'une œuvre d'art, soit pour des raisons techniques, soit parce que l'opérateur détient un droit d'exclusivité[93]. Un tel droit d'exclusivité est encadré par des règles très strictes (article 86 du Traité instituant la Communauté européenne).
- Marchés passés avec le lauréat d'un concours de maîtrise d’œuvre[94]
- Marchés de fournitures de livres non scolaires dans certaines conditions[95]
- Marchés passés à des fins de recherche, d'expérimentation, d'étude ou de développement, sans objectif de rentabilité ou d'amortissement des coûts de recherche et de développement[96]

## Dématérialisation

### Les obligations réglementaires en vigueur
Depuis le 1er octobre 2018, la dématérialisation a été rendue obligatoire sur quatre points :
1. Les marchés publics de plus de 40 000 € HT doivent être mis en ligne sur le profil d'acheteur[97].
2. Les plis ainsi que les autres échanges d'informations sont obligatoirement transmis par voie électronique pour les marchés publics de plus de 40 000 € HT[98]. Ces plis doivent être transmis et traités de façon sécurisée, respectant des exigences en matière de confidentialité, de garantie de l’intégrité des données et d’horodatage[99]. L’utilisation d’un profil d’acheteur garantit le respect de ces exigences[100]. L'offre peut être signée électroniquement lors de sa transmission[101]. Sinon, elles sont signées à l’attribution.
3. Les candidats ne sont pas tenus de fournir les documents justificatifs et moyens de preuve qui ont déjà été transmis au service acheteur concerné lors d'une précédente consultation et qui demeurent valables[102]. Cette démarche constitue l'application du principe du « dites-le-nous une fois »[103]. Le service DUME permet également cette transmission des informations[104].
4. Les données essentielles des marchés publics de plus de 40 000 € HT doivent être publiées sur le profil d'acheteur[105]. L'objectif à terme est de parvenir à une centralisation des données au niveau national[106]. La plupart des organismes acheteurs ne transmettent cependant pas encore leurs données à l'État[107], ce dernier point ne constituant qu'une démarche volontaire et non une obligation réglementaire.

De plus, depuis le 1er avril 2018, les acheteurs n'ont pas le droit de refuser une candidature émise au moyen du DUME.
Enfin, depuis le 1er janvier 2018, les acheteurs doivent transmettre les fiches de recensement économique par voie dématérialisée. Il est possible de les transmettre directement à l'Observatoire Économique de la Commande Publique via une saisie sur le site.

### Le profil d'acheteur
L'utilisation d'un profil d'acheteur est devenue incontournable, notamment depuis le 1er octobre 2018. Des entreprises ont développé des solutions en mode SAAS, notamment pour réaliser les opérations suivantes :
- mettre en ligne les marchés ;
- publier des avis d’appel à la concurrence (AAPC) ;
- recevoir les offres des opérateurs économiques ;
- échanger des courriers électroniques avec les opérateurs économiques ;
- publier les données essentielles relatives aux marchés.

Des structures régionales peuvent proposer des profils d’acheteur mutualisés. Ces outils partagés permettent de regrouper un grand nombre de marchés sur un site unique, avec pour avantage pour les entreprises d’éviter la dispersion des marchés entre les profils d’acheteur.

### La signature numérique
La signature numérique permet au marché public d’être nativement numérique et de se passer du papier. Le contrat doit alors être signé numériquement par toutes les parties. La signature numérique du marché public doit respecter des exigences définies au niveau européen,.
Bien que n’étant pas une obligation réglementaire, la signature numérique dans les marchés publics commence à se généraliser chez les acheteurs comme chez les entreprises. L’acquisition d’un certificat de signature électronique ayant un coût, contrairement à la signature manuscrite, elle peut représenter un obstacle pour les entreprises de taille modeste. Par ailleurs, pour les acheteurs publics, l'instauration de la signature électronique nécessite souvent de repenser les circuits de validation et de signature.

## Examen des candidatures
Sauf cas particulier, toute procédure de mise en concurrence visant à l'attribution d'un marché public contient deux phases distinctes : l'une d'examen des candidatures, l'autre d'examen des offres.
Au stade de l'examen des candidatures, deux types de vérifications sont effectués pour les procédures les plus courantes.
1. En premier lieu, il est vérifié que le dossier fourni par le candidat est complet, et contient donc toutes les pièces demandées dans l'avis de marché ou dans le règlement de la consultation. Le pouvoir adjudicateur a la possibilité de demander aux candidats de compléter leur dossier de candidature quand des pièces apparaissent manquantes ou incomplètes, à condition de faire usage de cette faculté pour tous les candidats dont le dossier de candidature est incomplet.
2. En second lieu, le pouvoir adjudicateur vérifie les capacités techniques, professionnelles et financières du candidat. Cette étape constitue l'objectif principal de l'examen des candidatures. Il s'agit de s'assurer que le candidat dispose des moyens suffisants (par exemple : effectifs, moyens matériels, chiffre d'affaires, références professionnelles..) pour exécuter le marché. Les candidats qui ne sont manifestement pas aptes à exécuter le marché doivent être écartés lors de cette étape.

Afin de pouvoir vérifier que les capacités d'un candidat sont suffisantes au regard de l'objet du marché, l'avis de marché ou le règlement de la consultation listent les documents justificatifs que les candidats doivent produire. Mais la liste des documents justificatifs pouvant être demandés est limitative. Un arrêté fixe la liste limitative des justificatifs que la personne publique acheteuse peut demander (déclarations sur le chiffre d'affaires, attestations de banques, références, certificats de qualifications professionnelles, etc.). Aucun renseignement autre que ceux figurant sur cette liste ne peut être exigé.
En procédure ouverte (ex : appel d'offres ouvert), et si le pouvoir adjudicateur n'a pas défini de niveau minimum de capacité, il élimine les candidatures qui présentent un niveau de capacité manifestement insuffisant.
En cas de procédure de type restreint, il peut procéder à un classement des candidatures pour ne retenir que les meilleures, en fonction du nombre maximum de candidatures admissibles annoncé dans l'avis de marché, si toutefois, un tel élément a été indiqué dans l'avis.
Il existe enfin un mécanisme de sélection des candidatures consistant à annoncer dans l'avis de marché ou le règlement de consultation un niveau minimum de capacité auquel les candidats devront satisfaire. Ce niveau peut être par exemple une qualification professionnelle, un effectif minimum, la possession d'outils indispensables, ou encore un chiffre d'affaires minimal. L'essentiel est que ce niveau soit proportionné au regard de l'objet et des conditions d'exécution du marché. À titre d'exemple, les pouvoirs adjudicateurs ne peuvent pas exiger qu'un candidat justifie d'un effectif manifestement disproportionné au regard des besoins du marché. S'agissant du chiffre d'affaires, il est interdit de demander un chiffre d’affaires minimal supérieur à deux fois le montant estimé du marché ou du lot, sauf justifications particulières.
En fin de procédure de passation, avant de d'attribuer et de notifier le marché, le pouvoir adjudicateur s'assure que le candidat n'est pas dans une situation, prévue par les textes nationaux ou européens, qui lui interdit de se porter candidat. Ces interdictions concernent essentiellement les hypothèses où le candidat a fait l'objet de condamnation pénales (infractions au code du travail notamment), n'a pas rempli ses obligations fiscales ou sociales, ou encore serait en liquidation judiciaire. Seules des attestations sur l'honneur peuvent être demandées au stade de la remise des plis. Cependant, à l'issue de la procédure, l'acheteur demande à l'attributaire pressenti de produire les justificatifs et moyens de preuves attestant de la régularité de sa situation (par exemple, les attestations de l’Urssaf datant de moins de six mois).

## Examen des offres
L'étape suivante est l'examen des offres, qui s'effectue sur la base de documents et de critères nécessairement différents de ceux des candidatures.
Les critères sont obligatoirement pondérés ou, à défaut et sous réserve de justifications en cas de contentieux, hiérarchisés. En tout état de cause, le critère « prix » ne peut être éludé par la personne publique. D'ailleurs, si la personne publique ne retient qu'un seul critère, celui-ci doit obligatoirement être le prix. Ce dernier cas ne sera cependant possible que pour des prestations simples ne requérant pas la mise en œuvre de techniques particulières.
Préalablement à l'appréciation et à la notation des offres, l'acheteur doit éliminer les offres anormalement basses et les offres inappropriées, inacceptables ou irrégulières (voir infra).

### L'élimination des offres anormalement basses
Il s'agit d'une offre dont le prix est manifestement sous-évalué et de nature à compromettre la bonne exécution du marché. Ce type d'offres ne correspond à aucune réalité économique et correspond à peu près, pour les marchés publics, à la notion de prix abusivement bas en droit de la concurrence.
L'acheteur doit détecter les offres susceptibles d'être anormalement basses puis, s'il a détecté de telles offres, il doit demander aux soumissionnaires de justifier le montant de leur offre, et enfin, après réception des éléments de justification, l'acheteur doit les analyser afin de décider soit de rejeter l'offre si son caractère anormalement bas est confirmé, soit de la conserver pour la suite de l'analyse dans le cas contraire. Cette procédure contradictoire est obligatoire.
Pour détecter les offres anormalement basses, l'acheteur prend en compte le prix global de l'offre analysée. Parmi les différents indices d'une offre anormalement basse, l'acheteur peut :
- comparer le prix de l'offre avec le prix des autres offres, ou la moyenne des autres offres, éventuellement neutralisée des offres les plus élevées. Toutefois, l’acheteur ne peut se fonder sur le seul écart de prix entre deux offres pour qualifier une offre d’anormalement basse, sans rechercher si le prix en cause était en lui-même manifestement sous-évalué, c’est-à-dire susceptible de compromettre la bonne exécution du marché public[119]
- comparer le prix de l'offre avec l'estimation de l'acheteur, sans là aussi que cet indice puisse suffire à lui seul
- considérer le montant de l'offre en rapport avec les obligations qui s'imposent aux soumissionnaires, notamment en matière sociale (droit du travail, conventions collectives) et environnementale

L'acheteur doit ensuite mettre en demeure l'opérateur économique concerné de produire tout justificatif permettant de démontrer le sérieux de son offre, en l'informant clairement que son offre est suspectée d'être anormalement basse. L’entreprise peut justifier, par exemple, la cohérence de son prix bas au regard du mode de fabrication des produits, des modalités de la prestation des services, ou du procédé de construction, ou encore au regard des solutions techniques adoptées ou des conditions exceptionnellement favorables dont dispose le candidat pour exécuter les travaux, pour fournir les produits ou pour réaliser les prestations de services.
Enfin l'acheteur, au regard des réponses apportées, doit apprécier la pertinence des explications fournies par le soumissionnaire, puis décider de l'admissibilité ou du rejet de l'offre en cause. L'absence de toute réponse aux demandes de justifications constitue un motif de rejet de l'offre. De même, par exemple, une entreprise ne peut se borner à invoquer sa longue expérience et sa qualité de précédent titulaire pour justifier son prix.

### Les offres irrégulières, inacceptables ou inappropriées
Une offre inappropriée est une offre sans rapport avec le marché parce qu'elle n'est manifestement pas en mesure, sans modification substantielle, de répondre au besoin et aux exigences de l'acheteur qui sont formulés dans les documents de la consultation. Elle est éliminée dans tous les cas.
Une offre inacceptable est une offre dont le prix excède les crédits budgétaires alloués au marché, déterminés et établis avant le lancement de la procédure. Dans les procédures d'appel d'offres et les procédures adaptées sans négociation, elles sont éliminées. En revanche, dans les autres procédures, les offres inacceptables peuvent devenir acceptables à l'issue de la négociation ou du dialogue, à condition qu'elles ne soient pas anormalement basses. La notion de crédits budgétaires alloués au marché renvoie à la capacité de l’acheteur à financer le marché.
Une offre irrégulière est une offre qui ne respecte pas les exigences formulées dans les documents de la consultation, en particulier parce qu'elle est incomplète, ou qui méconnaît la législation applicable notamment en matière sociale et environnementale.
Le constat de l'irrégularité d’une offre doit s’appuyer sur des faits matériellement exacts et vérifiables. Il doit notamment être vérifié que, bien que dérogeant à une prescription du cahier des charges, l’offre ne peut pas être considérée comme équivalente. L’acheteur a l'obligation de vérifier si la solution proposée par le soumissionnaire n'est pas équivalente à la spécification technique mentionnée dans le dossier de consultation. Par ailleurs, une erreur de bordereau de prix est jugée insuffisante pour considérer que l’offre est irrégulière dès lors que le détail estimatif des prix permet de constater que le candidat avait tenu compte des prescriptions de l’acheteur. Dans ce cas, l’erreur est demeurée sans incidence sur la régularité de l’offre dans la mesure où celle-ci comportait l’ensemble des éléments d’information requis.
En cas d'offres irrégulières, en procédure adaptée sans négociation ou en appel d'offres, l'acheteur a la possibilité de demander à tous les soumissionnaires concernés de régulariser leur offre, dans un délai approprié et à condition, d'une part, que l'offre ne soit pas anormalement basse, et d'autre part, que la régularisation n'ait pas pour effet de modifier des caractéristiques substantielles. Dans les autres procédures, les offres irrégulières peuvent devenir régulières au cours de la négociation ou du dialogue.
En appel d'offres, lorsque certains éléments de l’offre sont peu clairs ou incertains, l’acheteur a la possibilité de demander aux candidats de préciser la teneur de leur offre. Seules sont possibles, dans cette démarche, des demandes d’éclaircissement d’une offre qui présente certaines incohérences ou ambiguïtés, sans que ces dernières ne la rendent pour autant irrégulière. En aucun cas, le soumissionnaire pourra profiter de l'occasion pour modifier son offre, ceci s'apparentant à une négociation, interdite en appel d'offres.

## Négociation ou dialogue compétitif
En dessous des seuils de marchés formalisés, l'acheteur peut recourir à la négociation ou au dialogue compétitif sans condition de circonstance ni de montant du marché, dans le cadre de la procédure adaptée.
Au-delà des seuils de procédure formalisée, il ne peut être recouru au marché négocié ou au dialogue compétitif que dans des cas limitativement énumérés, pour les pouvoirs adjudicateurs. En revanche, les entités adjudicatrices peuvent y recourir librement.
Dans la procédure avec négociation, les documents de la consultation doivent indiquer les exigences minimales que doivent respecter les offres, aucune négociation sur ce point n’étant autorisée. Cette procédure, comme les procédures restreintes, doit respecter deux phases successives de consultation, d'abord pour la réception des dossiers de candidatures puis pour la réception des offres. L’acheteur peut limiter le nombre de candidats admis à négocier. À cette fin, il doit indiquer, dans l’avis, les critères de sélection des candidats, le nombre minimum de candidats qui seront invités à négocier et, le cas échéant, leur nombre maximum. Pour les pouvoirs adjudicateurs, ce nombre minimal ne peut être inférieur à trois.
Dans tous les cas, la négociation ou le dialogue sont soumis à la règle de transparence et d'égalité de traitement entre les candidats. Le respect du secret industriel et commercial, désormais appelé « secret des affaires », est également une contrainte forte.
La procédure de négociation peut se dérouler en phases successives de manière à réduire le nombre d’offres à négocier en appliquant les critères d’attribution. La négociation peut porter sur tous les éléments (à l'exception des exigences minimales définies par l'acheteur), à savoir le prix, la qualité technique, les quantités, les délais ou encore les garanties.
La procédure du dialogue compétitif est une procédure par laquelle l’acheteur dialogue avec les candidats admis à y participer en vue de définir ou développer les solutions de nature à répondre à ses besoins et sur la base desquelles ces candidats sont invités à remettre une offre. L'acheteur définit ses besoins et ses exigences dans l'avis de marché et, le cas échéant, dans un programme fonctionnel ou un projet partiellement défini. Puis, il ouvre avec les participants sélectionnés un dialogue dont l'objet est l'identification et la définition des moyens propres à satisfaire au mieux ses besoins. Ce dialogue peut, comme pour la négociation, se dérouler en phases successives. Ainsi, la procédure ouvre un espace de discussion autour d'un projet embryonnaire, et permet d'élaborer un cahier des charges définitif avec chacun des participants au dialogue. Lorsque l'acheteur estime que le dialogue est arrivé à son terme, il invite l'ensemble des candidats ayant participé au dialogue à remettre une offre sur la base des propositions qu'ils auront formulées au cours du dialogue.

## Choix de l'offre économiquement la plus avantageuse
Pour attribuer le marché public au soumissionnaire qui a présenté l'offre économiquement la plus avantageuse, l'acheteur peut faire usage de différents critères, et également de sous-critères, mais dans un tel cas il devra informer les candidats de la pondération ou la hiérarchisation de ces sous-critères, dès lors qu'ils sont susceptibles d’exercer une influence sur la présentation des offres ainsi que sur leur sélection.
De plus, quand il prévoit, pour la notation d'un critère, d'évaluer les offres au regard d’une caractéristique technique déterminée, l’acheteur doit alors, dans le dossier de consultation, exiger la production des justificatifs qui lui permettent de vérifier l’exactitude des informations données par les candidats.
La méthode de notation, contrairement aux critères d’attribution et à leurs conditions de mise en œuvre, n’a pas à être portée à la connaissance des candidats dans les documents de la consultation,. Cette méthode ne doit pas conduire à priver de leur portée les critères d'attribution ou à neutraliser leur pondération. C'est le cas, par exemple, d’une méthode de notation aboutissant à neutraliser les écarts de prix entre les offres.
Pour l'État et ses établissements publics, le classement des offres et le choix de l'attributaire relèvent de l'autorité habilitée à signer le marché. L'avis préalable de la commission d'appel d'offres a été supprimé par le décret no 2008-1355 du 19 décembre 2008.
Pour les collectivités territoriales et leurs établissements, l'attribution relève de la commission d'appel d'offres (CAO), pour tous les marchés d'un montant supérieur aux seuils européens et relevant de procédures formalisées, sauf en cas d'urgence impérieuse. Pour les autres marchés, l'attribution relève de l’autorité habilitée à signer le marché, à savoir le représentant de la collectivité ou de l'établissement, ou toute personne ayant reçu délégation à cette fin. Ainsi ne relèvent pas de la compétence de la CAO les marchés à procédure adaptée, passés en raison de leur montant ou de leur objet (notamment les services sociaux et certains services juridiques), ou encore les marchés passés sans publicité ni mise en concurrence.
Les décisions préparatoires au choix de l'attributaire que constituent l'agrément des candidatures, l'élimination des candidatures irrecevables, et l’élimination des offres anormalement basses, inappropriées, inacceptables ou irrégulières ne relèvent plus de la CAO mais de l'autorité habilitée à signer le marché.
Enfin, il faut noter que les projets d'avenant à un marché public représentant une augmentation du montant du marché supérieure à 5% sont soumis pour avis à la CAO, à condition que le marché initial relève de la compétence de la CAO. Cet avis est obligatoirement transmis à l'assemblée délibérante lorsqu'elle autorise la signature de l'avenant correspondant.
Les règles régissant la composition de la CAO sont les mêmes que celles des commissions de délégation de service public : elle comporte des membres titulaires et des membres suppléants, élus par l'assemblée délibérante en son sein, membres à voix délibératives, et elle peut aussi comporter des membres à voix consultative, tels les représentants du comptable public et de la DIRECCTE, et un ou plusieurs agents de la collectivité territoriale ou de l'établissement public désignés par le président de la commission, en raison de leur compétence dans la matière.
Par ailleurs, il est désormais possible d'organiser les séances de la CAO à distance au moyen de la visio-conférence.

## Information des candidats
Les candidats sont informés du rejet de leur candidature ou de leur offre après que le candidat retenu a fourni les justificatifs et moyens de preuve de l'absence de motifs d'exclusion (notamment certificats fiscaux et sociaux).
Un délai de 11 jours (dit délai de standstill) est respecté par l'acheteur entre l'envoi de ce courrier aux candidats évincés et la signature du marché, pour les marchés à procédure formalisée. Ce délai est porté à 16 jours si la notification n'a pas été effectuée par voie dématérialisée. Pour les marchés à procédure adaptée, ce délai n'est pas obligatoire, mais il est préférable cependant de laisser la possibilité au candidat évincé de former un référé précontractuel par l'octroi d'un délai minimum.
Tout candidat évincé a la possibilité de demander par écrit les motifs du rejet de sa candidature ou de son offre et la justification du choix de l'offre attributaire. Le pouvoir adjudicateur a 15 jours pour répondre au candidat évincé.
En outre, le candidat évincé à la possibilité d'introduire un référé précontractuel afin de faire constater les manquements de l'acheteur à ses obligations en matière de publicité et de mise en concurrence. Ce recours, comme son intitulé l'indique, doit être introduit avant la signature du marché.
Si le délai de standstill n'a pas été respecté par l'acheteur, ou s'il n'a pas communiqué sa décision aux candidats non retenus, les candidats évincés peuvent former un référé contractuel.
Enfin, l'acheteur doit publier un « avis d'attribution » au plus tard 48 jours après la notification du marché à l'entreprise attributaire. Cette publicité doit contenir les éléments normés prévus par arrêté, et notamment l'objet du marché, le nom de l'entreprise attributaire et le montant auquel le marché a été attribué. Cette publication (dans les mêmes journaux ou supports que ceux utilisés pour l'avis d'appel à la concurrence) fait courir le délai de recours en plein contentieux (2 mois) pour toutes les entreprises évincées ou ayant un intérêt à agir. À défaut, ce délai n'a jamais commencé à courir.

## Exécution des marchés
Une fois le marché signé, son exécution répond également à des règles, fixées par des documents particuliers (CCAP, CCTP…) et/ou généraux (CCAG, CCTG…).

### La sous-traitance
Le titulaire du marché peut recourir à la sous-traitance dans les conditions suivantes :
- uniquement pour des marchés publics de travaux, de services ou des marchés publics de fournitures comportant des services ou des travaux de pose ou d’installation[144] ;
- le titulaire ne peut pas confier à un sous-traitant la totalité de son marché et ne peut pas non plus sous-traiter les tâches définies comme essentielles par l'acheteur[145] ;
- avant son intervention, le sous-traitant doit avoir été agréé et ses conditions de paiement doivent avoir été acceptées par l'acheteur[146].

### Les avances et acomptes
L'avance est le versement au titulaire d'une partie du montant du marché avant tout commencement d'exécution, ce qui constitue une dérogation à la règle du paiement après service fait.
Le versement d'une avance de 5% est obligatoire lorsque le montant du marché est supérieur à 50 000 euros hors taxe et que son délai d'exécution est supérieur à deux mois. Ce principe permet à des entreprises ne disposant pas de réserves de trésorerie suffisantes de postuler à l'attribution d'un marché. Il est néanmoins possible de prévoir une avance en dehors de ces hypothèse ou de prévoir un taux supérieur à 5% : le taux peut aller jusqu'à 30%, et si l'acheteur exige la constitution d'une garantie à première demande en contrepartie du versement de l'avance, il peut même porte le taux jusqu'à 60%.
L'avance est ensuite remboursée par précompte sur les sommes dues au titulaire, ce remboursement commençant lorsque le montant des prestations exécutées au titre du marché atteint 65 % du montant TTC du marché, et s'achevant lorsqu'il atteint 80% du montant TTC du marché.
À la différence des avances, les acomptes sont versés pour des prestations déjà exécutées, donc ils ne constituent pas une dérogation à la règle du paiement après service fait. En effet, au cours de l'exécution du marché, et au fur et à mesure de l'exécution des prestations ou des travaux, le titulaire a droit au versement d'acomptes, qui consistent en une fraction du prix total du marché correspondant à la part du marché déjà exécutée. La périodicité de versement des acomptes est de 3 mois maximum mais, dans certains cas, elle peut être ramenée à un mois.

### Les modifications de marché
Le Code de la commande publique précise que les modifications aux marchés peuvent être apportées par voie conventionnelle (« avenants ») ou unilatéralement par l'acheteur, et ne peuvent changer la nature globale du marché (art. L2194-1). De plus, le titulaire a droit au maintien de l'équilibre financier du marché, en cas de modification unilatérale (art. L2194-2), et en travaux, les prestations supplémentaires ou modificatives, nécessaires au bon achèvement de l'ouvrage et qui ont une incidence financière sur le marché, doivent faire l'objet d'une contrepartie permettant une juste rémunération du titulaire (art. L2194-3).
Le Code distingue six cas de modifications possibles d’un marché, sans nouvelle mise en concurrence :
- Si des clauses de réexamen ont été prévues dans les pièces du marché initial. Elles indiquent le champ d’application et la nature des modifications en cause ainsi que les conditions dans lesquelles il peut en être fait usage. Ces clauses de réexamen peuvent être mises en œuvre sans limite de montant (art. R2194-1).
- Si des prestations supplémentaires sont devenues nécessaires et ne figuraient pas dans le marché initial à la condition qu’un changement de contractant soit impossible pour des raisons économiques ou techniques (art. R2194-2) et à condition que cela n’entraîne pas une augmentation du marché supérieure à 50% du montant initial, et en cas de procédure initiale formalisée, que la modification soit publiée au JOUE
- Si la modification est rendue nécessaire par des circonstances qu’un acheteur diligent ne pouvait pas prévoir (art. R2194-5), à condition que cela n’entraîne pas une augmentation du marché supérieure à 50% du montant initial, et en cas de procédure initiale formalisée, que la modification soit publiée au JOUE.
- S’il y a substitution du titulaire : soit en application d’une clause de réexamen, soit dans le cas d’une cession du marché, à la suite d’une opération de restructuration du titulaire initial. Le nouveau titulaire doit remplir les conditions qui avaient été fixées par l’acheteur pour la participation à la procédure de passation du marché public initial (art. R2194-6).
- Si ce sont des modifications non substantielles, peu importe leur montant (art. R2194-7). Ces modifications : n’introduisent pas des conditions qui, si elles avaient été incluses dans la procédure de passation initiale, auraient attiré davantage d'opérateurs économiques ou permis l'admission d'autres opérateurs économiques ou permis le choix d'une offre autre que celle retenue ; ne bouleversent pas l'équilibre économique du marché en faveur du titulaire d'une manière qui n'était pas prévue dans le marché initial ; ne modifient pas considérablement l'objet du marché
- Si la modification est de faible montant (art. R2194-8) c’est-à-dire inférieure aux seuils européens, et inférieure à 10 % du montant initial du marché pour les marchés de fournitures ou services ou à 15 % du montant pour les marchés de travaux (avec prise en compte de la variation des prix et du montant cumulé en cas de modifications successives).

Ces règles de modifications des marchés sont applicables y compris aux marchés pour lesquels une consultation a été engagée ou un avis d'appel à la concurrence a été envoyé à la publication avant le 1er avril 2016 (date d'entrée en vigueur du CCP), en application de la loi du 7 décembre 2020 d'accélération et de simplification de l'action publique (ASAP).
Par ailleurs, pour les organismes soumis au Code général des collectivités territoriales, tout projet d'avenant entraînant une augmentation supérieure de 5 % au montant du marché doit être présenté devant la Commission d'appel d'offres ; l'assemblée délibérante est informée de l'avis de cette dernière.

### La poursuite du marché au-delà du montant contractuel
Pour les marchés qui y font référence, le CCAG travaux comporte des dispositions portant sur la poursuite des travaux au-delà du montant contractuel. ou leur arrêt quand ce montant est atteint. Antérieurement à la version actuelle de ce CCAG, une « décision de poursuivre » prise unilatéralement par le maître d'ouvrage autorisait la poursuite des travaux. Dans la version actuelle du CCAG, le titulaire du marché peut poursuivre les travaux dans un montant limité pour autant qu'il ait prévenu le maître d'ouvrage dans le temps imparti et que le maitre d'ouvrage n'ait pas pris une décision d'arrêt des travaux.

## Règlement amiable des différends
Le Médiateur des entreprises rattaché au Ministre de l'Économie et des Finances, ayant pour mission de faciliter l'accès des entreprises aux marchés publics, de veiller au respect des délais de paiement et d'aider les chefs d'entreprise ou les acheteurs publics à trouver des solutions à tout type de différends qu'ils peuvent rencontrer. Il est chargé de diffuser les bonnes pratiques dans les relations commerciales entre partenaires privés ou entre acteurs publics et privés. Le médiateur n'est ni juge, ni arbitre, ni conciliateur mais agit comme un tiers neutre, impartial et indépendant, afin d'aider les parties à trouver une solution mutuellement acceptable à leur différend.
Les Comités consultatifs de règlement amiable des différends (CCRA) sont chargés, quand l'acheteur et le titulaire le décident, de trouver une solution amiable et équitable lorsqu'un litige survient au cours de l'exécution d'un marché public. L’acheteur peut opter pour un comité national ou local selon que le différend concerne un marché conclu avec un établissement public de l’État ou une collectivité locale. Une fois le CCRA en possession de la note l’informant du litige, il dispose de 6 mois pour communiquer son avis au titulaire du marché et à l’acheteur qui peuvent décider de le suivre ou pas.

## Contentieux des marchés publics
Note: Cette section traite du contentieux des marchés publics qui sont des contrats administratifs. Des dispositions similaires sont, pour l'essentiel, applicables aux marchés publics qui sont des contrats de droit privé.

### Le référé précontractuel
Un référé précontractuel peut être intenté avant la signature du marché. Le juge du référé précontractuel ne contrôle pas l’appréciation par l’acheteur du mérite respectif des offres même s’il est possible de contester l’application des critères d’analyse des offres. Il dispose notamment des pouvoirs suivants :
1. ordonner à la personne publique de se conformer à ses obligations,
2. suspendre ou annuler l’exécution de toute décision qui se rapporte à la passation du contrat
3. supprimer les clauses illicites destinées à figurer dans le contrat
4. ordonner de recommencer toute la procédure ou de la reprendre là où le manquement est apparu,
5. exiger la réintégration du candidat irrégulièrement évincé
6. imposer la communication au candidat évincé des motifs de rejet de son offre

### Le référé contractuel
Le référé contractuel est largement similaire au référé précontractuel, mais il peut être intenté à la suite de la signature du contrat.
Pour ces deux types de référés, des manquements ne peuvent cependant être invoqués devant le juge que s'ils sont susceptibles d'avoir lésé ou risquent de léser les requérants (CE, 3 octobre 2008, SMIRGEOMES).
Cependant, le référé contractuel a vocation à sanctionner les irrégularités les plus graves. Ainsi les moyens invocables sont beaucoup moins nombreux que pour le référé précontractuel. Peuvent être invoqués dans le cadre d’un référé contractuel : l’absence totale de publicité si celle-ci est obligatoire, la violation du délai de standstill, la violation de la suspension de la signature du marché liée à la saisine du juge du référé précontractuel ou encore la méconnaissance des modalités de remise en concurrence pour les marchés fondés sur un accord-cadre.

### Le recours en contestation de la validité du contrat
Ce recours a été défini par la jurisprudence Tarn et Garonne qui fait suite à celle dite Tropic.
Le juge administratif possède dans ce cadre des pouvoirs les plus étendus. Il peut ordonner :
1. des mesures de régularisation quand cela est possible,
2. la résiliation totale ou partielle du marché public,
3. l’annulation du marché public, si cela ne porte pas excessivement atteinte à l’intérêt général.

Les tiers justifiant d'un intérêt lésé ont ainsi la possibilité d'introduire un recours de plein contentieux contre le contrat, postérieurement à sa signature. Il s'agit d'une nouvelle voie de droit qui permet aux candidats évincés qui n'avaient jusqu'alors que la possibilité d'introduire un recours, non pas contre le contrat, mais contre la décision les informant du rejet de leur candidature ou de leur offre (théorie des actes détachables).
Enfin, l'avis contentieux du Conseil d'État du 11 mai 2011, Société Rebillon Schmit Prevot (RSP), dit « avis RSP », reconnaît aux candidats évincés la possibilité d'obtenir réparation de leurs droits lésés en présentant des conclusions indemnitaires, soit à titre accessoire ou complémentaire, dans le cadre d'un recours en contestation de la validité du contrat, soit à titre principal en engageant un recours de pleine juridiction distinct tendant exclusivement à une indemnisation du préjudice subi.

### Le risque pénal
Le Code pénal prévoit, dans une section intitulée « Des manquements au devoir de probité » plusieurs délits auxquels sont exposés les acteurs de la commande publique, et en particulier les acheteurs :
- la concussion,
- la corruption passive,
- le trafic d’influence,
- la prise illégale d’intérêts,
- le favoritisme ou octroi d’un avantage injustifié, désormais désigné sous la dénomination générale des « atteintes à la liberté d'accès et à l'égalité des candidats dans les marchés publics et les contrats de concession ».